# 临川束腰蟹
临川束腰蟹（学名：Somanniathelphusa linchuanensis）为束腹蟹科束腰蟹属的动物。在中国大陆，分布于江西等地，常见于溪流、水田、沟渠洞穴中。